# Klokkerholm (Syddjurs Kommune)
 For alternative betydninger, se Klokkerholm. (Se også artikler, som begynder med Klokkerholm)
Klokkerholm er et mindre bebygget område på Djursland, beliggende i Vistoft Sogn på Mols nær ved Oversø, mellem landsbyerne Fuglsø og Vistoft. Stedet hører til Syddjurs Kommune og ligger i Region Midtjylland.
Klokkerholm består hovedsageligt af sommerhusbebyggelse.
Området har taget sit navn fra en gård og vej ved navn "Klokkerholm" i selvsamme område.
|  | Denne artikel om lokaliteten Klokkerholm (Syddjurs Kommune) kan blive bedre, hvis der indsættes et (bedre) billede. Du kan hjælpe ved at afsøge Wikimedia Commons for et passende billede eller lægge et op på Wikimedia Commons med en af de tilladte licenser og indsætte det i artiklen. |

56°11′N 10°31′Ø / 56.183°N 10.517°Ø